# Ptochophyle rubida
Ptochophyle rubida là một loài bướm đêm trong họ Geometridae.